# Jan de Hartog
Jan de Hartog (* 22. April 1914 in Haarlem, Nordholland; † 22. September 2002 in Houston, Texas) war ein niederländischer Autor.

## Leben und Werk
Jan de Hartog publizierte anfänglich unter dem Pseudonym F. R. Eckmar (verrekmaar) eine Reihe Detektivromane. Er wurde bekannt durch sein Buch Hollands Glorie, über den Beginn der niederländischen Seeschleppfahrt. Das Buch wurde 1976 als Fernsehserie verfilmt. Im Frühjahr 1940 spielte er eine Hauptrolle im (Mobilisations-)Film Ergens in Nederland (Irgendwo in den Niederlanden), für den er auch das Drehbuch schrieb.
Zusammen mit seiner Frau wanderte er in die Vereinigten Staaten aus, wo er verschiedene Romane zu sozialen Themen schrieb, die er selbst ins Niederländische übersetzte, darunter eine Geschichte der Quäker in vier Teilen.
Sein Buch Gods geuzen handelt über die Mission in den Urwäldern Indonesiens.
Stella, Mary und Thalassa handeln allesamt über die Schifffahrt. De Kapitein ist eine spätere Überarbeitung von Mary, und ist der erste Teil der Abenteuerreihe über den fiktiven Kapitän Harinxma, mit den weiteren Teilen De Commodore, De Centurio und De Buitenboei.
Nach der Veröffentlichung von Het Ziekenhuis (Das Krankenhaus) über Missstände in einem amerikanischen Krankenhaus musste er selbst die Stadt, wo die Handlung spielte (Houston), verlassen. Ein weiteres Buch, das ebenfalls verfilmt wurde, ist De Kleine Ark (Die kleine Arche), das während der Überschwemmung großer Teile der Niederlande im Jahr 1953 spielt. Auch Jan de Hartog leistete Hilfe zur Rettung von Überschwemmungsopfern. Dennoch bestehen Zweifel daran, dass dies Buch darum autobiografische Züge hat. Zumindest spiegelt das Buch die Probleme bei den Rettungsaktionen in einem Land wider, das so kurz nach Ende des Zweiten Weltkrieges in der Phase des Wiederaufbaus erneut eine große Katastrophe erlitt. Herinneringen van een bramzijgertje beschreibt einen jungen Mann, der, wie Jan de Hartog in jungen Jahren, zur See fährt, in diesem Fall auf der Zuiderzee. Als das bramzijgertje (der Schiffsjunge) zuhause seine Abenteuer erzählt, merkt er, wie die Zuhörer an seinen Lippen hängen und erkennt, dass er ein geborener Geschichtenerzähler ist. In De Inspecteur, das ebenfalls verfilmt wurde, wird die schwierige Emigration eines traumatisierten jüdischen Mädchens, das aus einem Konzentrationslager zurückgekehrt ist nach Israel, unmittelbar nach dem Zweiten Weltkrieg beschrieben.

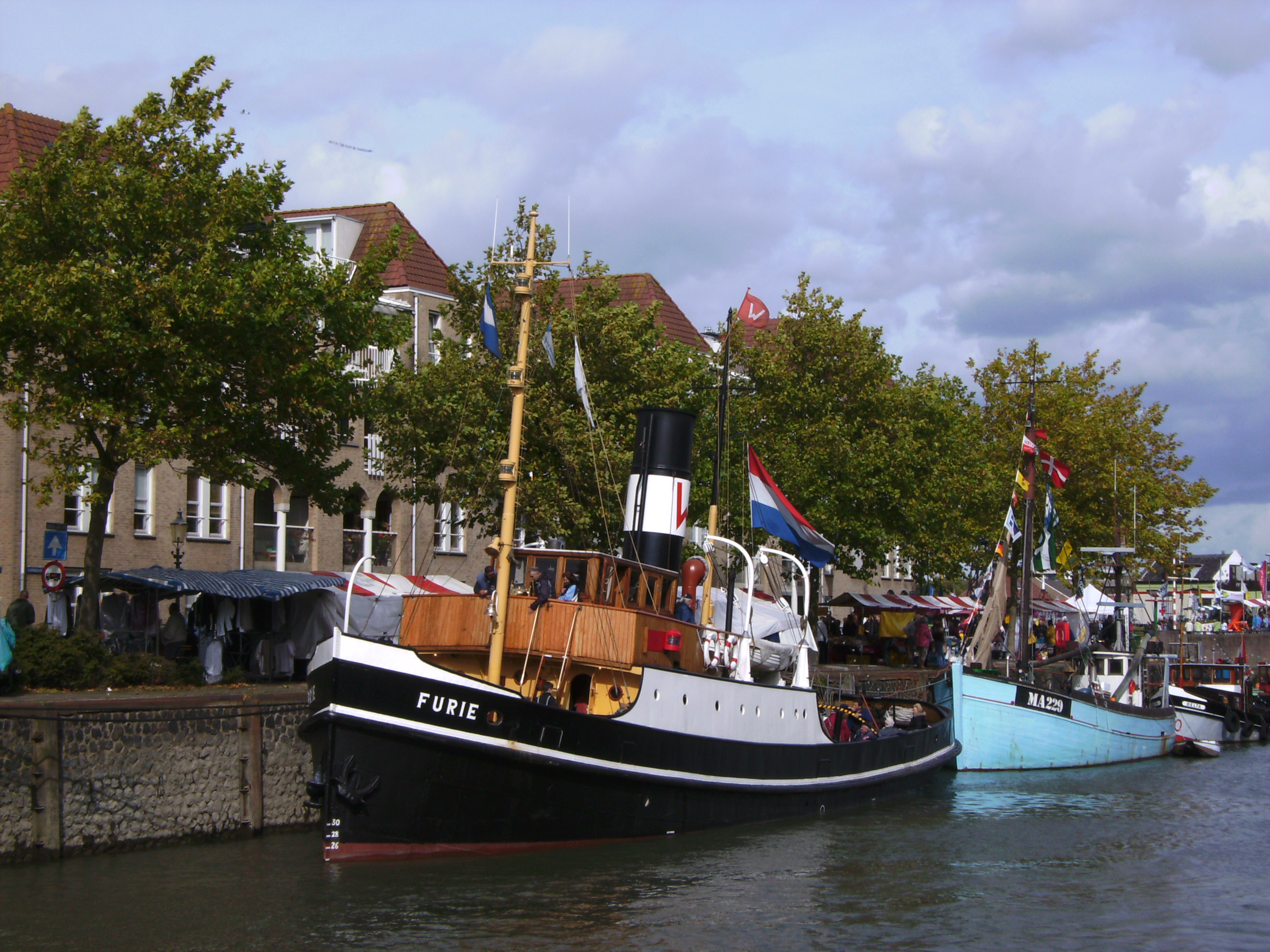
Die Furie in Maassluis

2004 enthüllte seine Witwe in Maassluis eine Gedenkplatte zum Gedenken an Jan de Hartog aufgrund der Verbindung dieser Stadt mit der Seeschleppfahrt, eins seiner Hauptthemen. Die Gedenkplatte ist nahe dem Dampfschleppschiff Furie angebracht, dem Schiff, das 1976 eine wichtige Rolle in der Fernsehverfilmung von Hollands Glorie spielte.

## Bibliografie

### Romane
- Hollands Glorie
- Gods Geuzen
- Stella
- Mary
- Thalassa
- De kleine ark
- De Kunstenaar
- De Inspecteur
- Het ziekenhuis
- De kapitein
- De wateren van de nieuwe wereld
- De kinderen
- Herinneringen van een bramzijgertje
- Het koninkrijk van de vrede bestehend aus den vier Teilen
  - De kinderen van het licht
  - Het heilig experiment
  - Het uitverkoren volk
  - De oorlog van het Lam
- Herinneringen aan Amsterdam
- Schipper naast God
- De vlucht van de Hennie
- De Commodore
- De Centurio
- De Buitenboei

### Theater
- Het hemelbed
- De ondergang van "de Vrijheid"
- Schipper naast God
- De dood van een rat

### Als F. R. Eckmar
- Een linkerbeen gezocht
- Ratten op de trap
- Drie dode dwergen
- De maagd en de moordenaar
- Spoken te koop

## Verfilmungen
- 1950: Schiff ohne Hafen (Maître après dieu)
- 1952: Das Himmelbett (The Four Poster)
- 1958: Der Schlüssel (The key) – nach dem Roman Stella
- 1961: Am schwarzen Fluß (The spiral road)
- 1961: Das Riesenrad – nach dem Bühnenstück The Four Poster
- 1961: Der Inspektor (The Inspector)
- 1972: Wenn die Deiche brechen (The little ark)
- 1976: Hollands Glorie